# Lagoa do Carro
Lagoa do Carro är en kommun i Brasilien.   Den ligger i delstaten Pernambuco, i den östra delen av landet, 1 600 km nordost om huvudstaden Brasília. Antalet invånare är 15 990.
Omgivningarna runt Lagoa do Carro är en mosaik av jordbruksmark och naturlig växtlighet. Runt Lagoa do Carro är det ganska tätbefolkat, med 166 invånare per kvadratkilometer.